# How to Love
How to Love è un brano musicale del rapper statunitense Lil Wayne, pubblicato come terzo singolo estratto dal suo nono album, Tha Carter IV. Il brano è stato prodotto da Noel "Detail" Fisher con LaMar e LaNelle Seymour p/k/a Drum Up, ed è stato pubblicato come download digitale il 13 giugno 2011. È stato successivamente reso disponibile anche per l'airplay radiofonico a partire dal 24 giugno 2011. Lil Wayne ha interpretato il brano in occasione degli MTV Video Music Awards 2011. Il video musicale di How to Love è stato diretto da Chris Robinson, e vede la partecipazione di Darris Love e Tristan Wilds. Il 24 agosto il video è stato reso disponibile sul canale VEVO di Lil Wayne.

## Il brano
How to Love è un brano diverso dallo stile solito del rapper, infatti a differenza delle altre canzoni di Wayne presenta sonorità pop e R&B, ed è strumentato prevalentemente da chitarra acustica. Il brano tratta, liricamente, temi sociali. Wayne ha dichiarato di essersi ispirato a Keep Ya Head Up di Tupac Shakur per il brano, dicendo che "Come Tupac in "Keep Ya Head Up", inviava un messaggio, che fu un messaggio per le donne e le bambine di tutto il mondo a tenere la testa alta e affrontare i problemi anche se le cose sono difficili, io ho voluto riprendere questo messaggio nella mia canzone ispirandomi al suo brano".
Nel brano il rapper fa uso dell'Auto-Tune.

## Successo commerciale
Il singolo ha raggiunto un grande successo in patria, raggiungendo la quinta posizione della classifica Billboard Hot 100, diventando il terzo miglior risultato in classifica per il rapper, e vendendo oltre 4 milioni di copie.

## Critica
Il brano ha ricevuto ottimi giudizi da parte della critica, che ha lodato soprattutto il significato del testo della canzone, considerandola una delle migliori canzoni dell'artista.

## Tracce
Digital Download
1. How to Love - 4:00

## Classifiche
| Classifica (2011)        | Posizione Più alta |
| ------------------------ | ------------------ |
| Australia                | 76                 |
| Canada                   | 20                 |
| Francia                  | 97                 |
| Nuova Zelanda            | 24                 |
| Svizzera                 | 67                 |
| Regno Unito              | 48                 |
| Stati Uniti              | 5                  |
| US Hot R&B/Hip-Hop Songs | 2                  |